# Exploration Flight Test 1

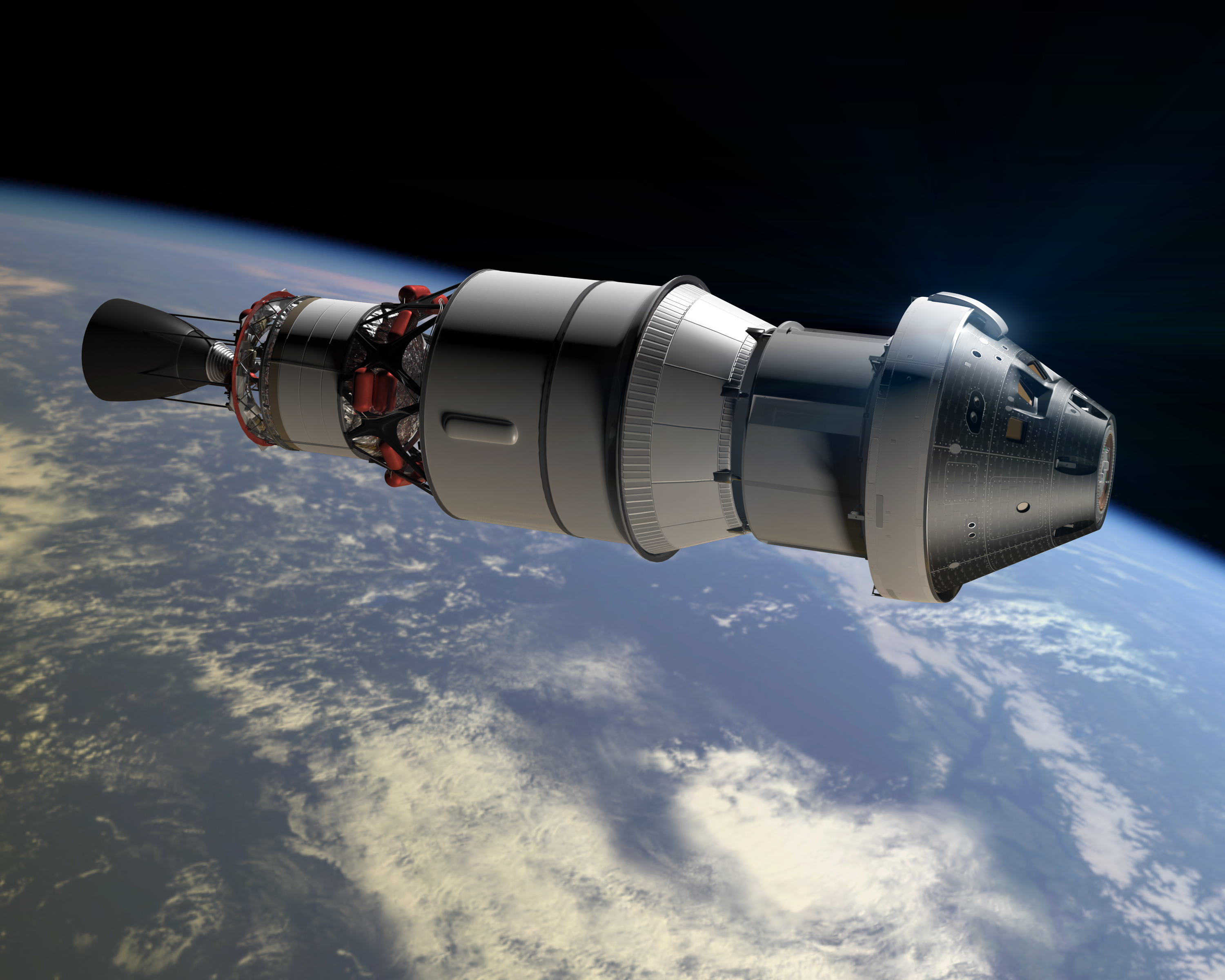
Представление верхней ступени Delta IV и капсулы Orion во время Exploration Flight Test 1

Exploration Flight Test 1 или EFT-1 (ранее известный как Orion Flight Test 1 или OFT-1) — первый непилотируемый тестовый запуск американского многоцелевого частично многоразового пилотируемого космического корабля Orion. Запуск состоялся 5 декабря 2014 года, в 12:05 UTC (7:05 EST), с помощью ракеты-носителя Delta IV Heavy со стартового комплекса SLC-37 на мысе Канаверал. Продолжительность миссии составила 4 часа 24 минуты, за которые корабль был поочерёдно выведен на две различные орбиты и на заключительном этапе приводнился в Тихом океане у побережья Калифорнии. Максимальная скорость аппарата при возвращении составила 8900 м/с. В основе программы лежат разработки 1960-х годов для программы «Аполлон».